# Martin Earley
Martin Earley (ur. 10 czerwca 1962 w Coolock albo Blanchardstown) – irlandzki kolarz szosowy i górski. Dwukrotny olimpijczyk. Startował na igrzyskach w Los Angeles 1984 i Atlance 1996.
Na zawodach kolarskich na szosie w 1984 roku zajął dziewiętnaste miejsce w wyścigu indywidualnym i szesnaste miejsce w drużynie. W 1996 w kolarstwie górskim, w konkurencji "Cross-country" zajął 25. miejsce. Siódmy na mistrzostwach świata w 1989.
Mistrz Irlandii w 1994. Trzeci w klasyfikacji końcowej irlandzkiego Rás Tailteann w 1982, gdzie wygrał 4. etap. Zwycięzca jednodniowego Shay Elliott Memorial Race w 1981. Triumfator etapu Tour du Vaucluse w 1989 i Tour of Galicia w 1991 roku.
- Zajął 47. miejsce w Giro d’Italia w 1986, gdzie wygrał etap.
- Zajął 44. miejsce w Tour de France w 1989, gdzie wygrał dwa etapy.
- Zajął 19. miejsce w Vuelta a España w 1988. W 1986 i 1987 wygrał etap[7].

Jest mężem Catherine Swinnerton, brytyjskiej kolarki, olimpijki z 1984 roku.